# Fürstengrube GmbH
Die Fürstengrube GmbH war ein Unternehmen des Steinkohlebergbaus, das in seinen Bergwerken ausreichend Kohle für das Bunawerk und die Synthesetreibstoffherstellung am IG Farben-Standort Auschwitz-Monowice sowie für die Stromproduktion im Kraftwerk Ober–Lazisk der Elektro AG für angewandte Elektrizität fördern sollte.

## Gründung
Die Fürstengrube GmbH wurde 1941 als Unternehmen der IG Farben und der Fürstlich Plessischen Bergwerks–AG gegründet. Die IG Farben hatte schon im Juli 1940 ein erstes Interesse an dem Steinkohlenbergwerk Fürstengrube gezeigt und konnten ihre Interessen gegen den anfänglichen Widerstand der Fürstlich Plessischen Bergwerks-AG mit Unterstützung der Haupttreuhandstelle Ost durchsetzen.

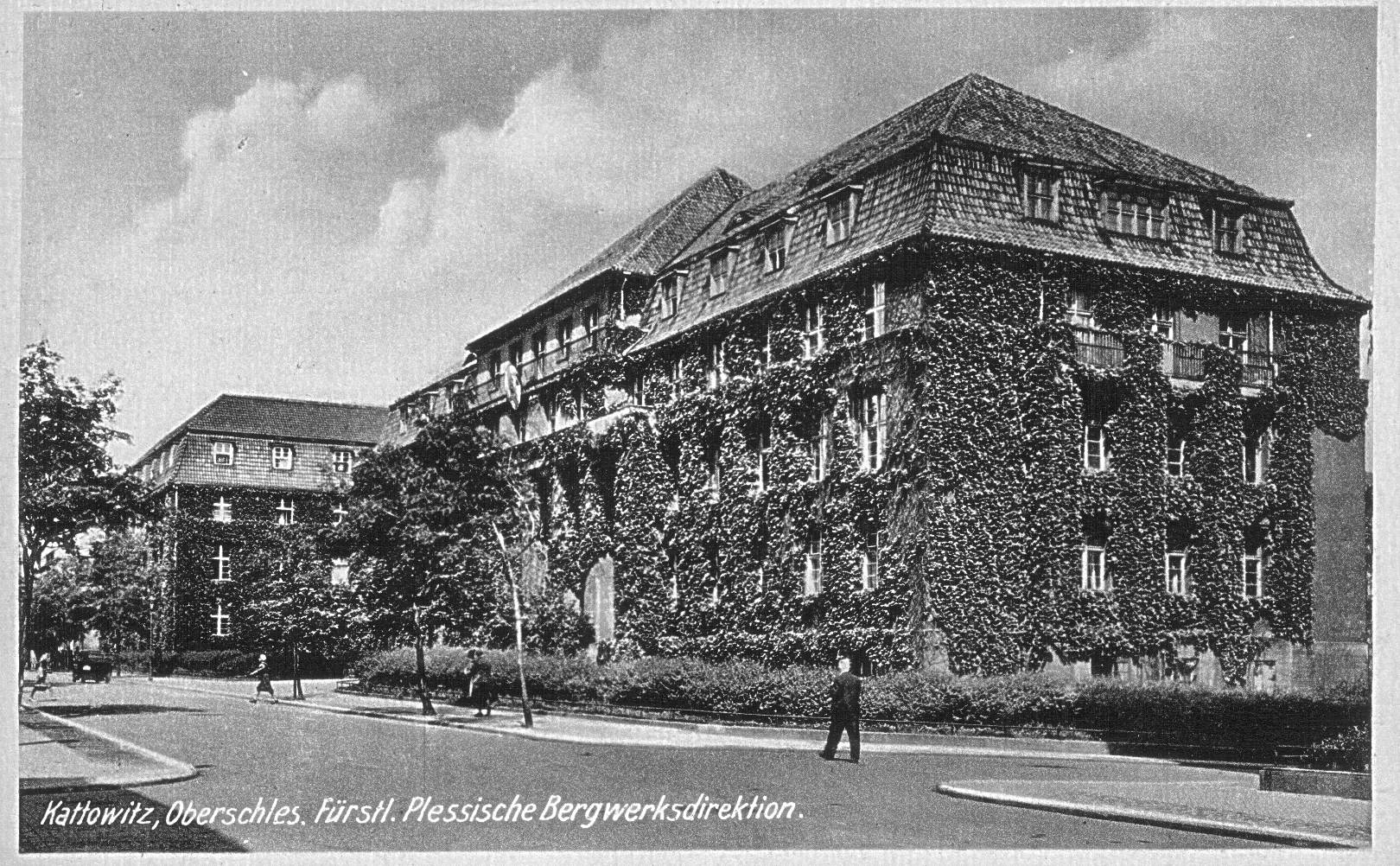
Bergwerksdirektion der Fürstlich Plessische Bergwerks–AG, Kattowitz

Am 8. Februar 1941 wurde zwischen den IG Farben und der Fürstlich Plessischen Bergwerks-AG ein Vorgründungsvertrag geschlossen, um u. a. die Steinkohlenzeche Fürstengrube nebst den dazugehörigen Kohlenfeldern über die gemeinsame Gesellschaft Fürstengrube GmbH auszubeuten. Als Stammkapital wurden 25 Mio. RM festgelegt. Davon übernahmen die IG Farben einen Anteil von 51 % durch Bareinzahlung von 12,75 Mio. RM. Die Fürstlich Plessische Bergwerks-AG brachte mit dem Bergwerk Fürstengrube im Wert von 14 Mio. RM ihren Anteil am Stammkapital von 12,25 Mio. RM als Sacheinlage ein, von der 1,75 Mio. RM von den IG Farben in bar vergütet wurde. Am Februar 1941 wurde auch der Gesellschaftsvertrag zwischen den beiden Parteien mit detaillierteren Regelungen beurkundet. In einem Zusatzvertrag wurden mehrere gemeinsame Ziele festgelegt:
- Der Ausbau der Schachtanlagen der Fürstengrube soll auf zunächst 1,5 Mio. Tonnen Jahresförderung mit der Möglichkeit der Erweiterung auf 3 Mio. Tonnen erfolgen.
- Für die ersten 23 Jahre (1941–1963) wird der Fürstlich Plessische Bergwerks-AG eine Jahresertrag von 4 % der Beteiligung gewährleistet.
- Während dieser 23 Jahre ist die IG Farben in ihren Dispositionen im Hinblick auf Ausbau, Betrieb und neue Anlagen frei.

Die Fürstengrube GmbH wurde am 30. Juni 1941 in das Handelsregister beim Amtsgericht Kattowitz eingetragen. Sitz der Gesellschaft war Kattowitz. Die Geschäftsräume befanden sich der Bergwerksverwaltung der Fürstlich Plessischen Bergwerks-AG in der Bernhardstraße 44/46 in Kattowitz.
Die Gesellschaft wurde Mitglied in der Bezirksgruppe Steinkohlenbergbau Oberschlesien innerhalb der Wirtschaftsgruppe Bergbau.

## Aufsichtsrat
Die Gesellschafter beriefen den Vorstand der IG-Farben Heinrich Bütefisch zum Vorsitzenden des Aufsichtsrats. Weitere Mitglieder im Aufsichtsrat waren Otto Ambros und Reinhard Goldberg, Direktor der IG Farben, der Direktor der Hauptfiliale der Deutschen Bank in Kattowitz Richard Gdynia und der Rechtsanwalt Franz Ludwig. aus Breslau als stellvertretender Aufsichtsratsvorsitzender.

## Geschäftsführung
Als erster und einziger Geschäftsführer wurde Bergassessor Günther Falkenhahn berufen. Falkenhahn informierte den Aufsichtsratsvorsitzenden Bütefisch bei den regelmäßigen Treffen über alle wichtigen Geschäftsvorgänge. Die wichtigsten Fragen des AR-Vorsitzenden betrafen die zu Förderlage, Materialbeschaffung und Arbeitseinsatz. Gesamtprokura erhielten die leitenden Mitarbeiter Bergassessor Ferdinand Dinter, Assessor Alfred Musiolik und Dipl.-Kaufmann Max Ottermann. Dinters Prokura erlosch 1942. Neue Prokuren wurden Bergassessor Wilhelm Düllberg und Friedrich Hermann erteilt.

## Verleihung
Am 23. Juni 1942 verlieh der Reichswirtschaftsminister der Fürstengrube GmbH das Bergwerkseigentum, in dem Bergwerksfeld „Fürstengrube“ in den Gemeindebezirken Wessola, Emanuelssegen, Kostow und Lendzin im Kreis Pless Steinkohle zu gewinnen. Gleiches Recht wurde der Fürstlich Plessischen Bergwerks-AG für die Bergwerksfelder „Fürst von Pleß II“ in den Gemeindebezirken Emanuelssegen, Lendzin, Kostow und Anhalt im Kreis Pless und „Günther“ in den Gemeindebezirken Lendzin, Emanuelssegen, Kostow, Anhalt, Gurkau und Alt-Berun im Kreis Pleß sowie zahlreichen weiteren Bergwerksfeldern verliehen.

## Kooperierende Unternehmen

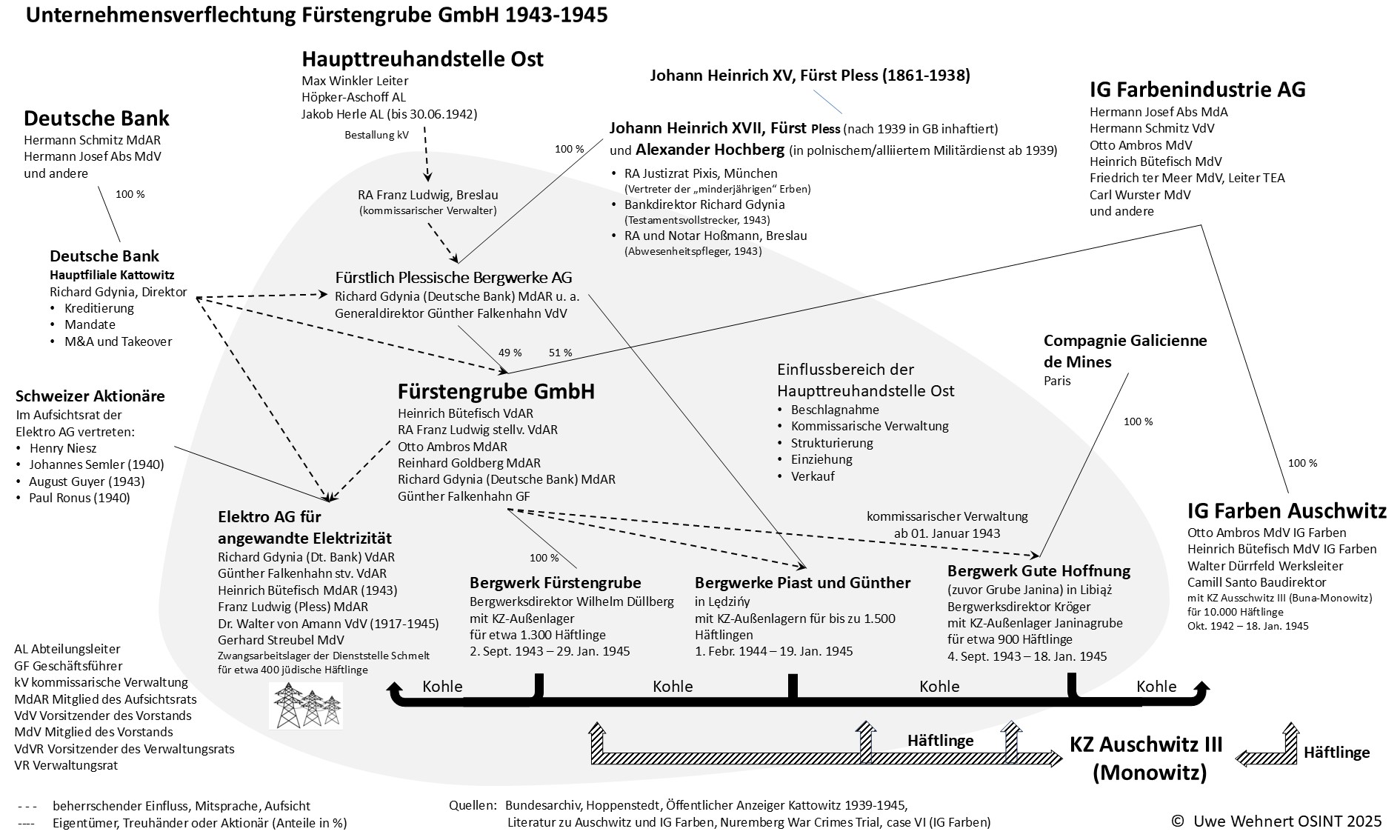
Unternehmensverflechtung Fürstengrube GmbH, 1943–1945

Die IG Farben übte über die Fürstengrube GmbH einen beherrschenden Einfluss aus auf:
- das Steinkohlebergwerk Fürstengrube in Wesoła,
- die Grube Janina in Libiąż Mały, vermutlich Anfang 1943 umbenannt in Grube Gute Hoffnung
- die Gruben Piast und Günther in Lędzińy sowie
- die Elektro AG für angewandte Elektrizität in Ober-Laszik als Betreiber eines der damals größten polnischen Kraftwerke.

### Steinkohlebergwerk Fürstengrube – Alt- und Neuanlage
Ursprünglicher Eigentümer des Steinkohlebergwerks Fürstengrube war die Fürstlich Plessische Bergwerks-AG. 1931 wurde die Fürstengrube als Folge der Weltwirtschaftskrise zwischenzeitlich stillgelegt. Die Grube wurde Anfang 1940 nach der deutschen Besetzung Ostoberschlesiens in kommissarischer Verwaltung wieder in Betrieb genommen und 1941 von der Fürstlich Plessischen Bergwerks-AG mit einem Wert von 14 Mio. RM in die Fürstengrube GmbH eingebracht.
1941 war seitens der IG Farben geplant, die Förderleistung der Fürstengrube-Altanlage bis Ende 1944 auf 62.000 Tonnen Steinkohle pro Monat konstant zu halten und die Förderung über den alten Schacht 1945 zu beenden. Die neue Schachtanlage Fürstengrube-Neuanlage sollte ab Anfang 1944 allmählich auf 125.000 Tonnen Steinkohle pro Monat bis Ende 1945 hochgefahren werden. Dies entspräche dann den anvisierten jährlichen 1,5 Mio. Tonnen Steinkohle. Baubeginn des neuen Schachtes war 1942. Die Fürstengrube-Neuanlage konnte den Förderbetrieb bis Kriegsende nicht mehr aufnehmen.
Als Stammarbeiter wurden in den Jahren 1943 und 1944 zwischen 900 und 1.200 polnische Bergleute aus der Region eingesetzt. In Fußnähe der Fürstengrube existierten zunächst ein Lager für Juden, das Lager Ostland für Zwangsarbeiter (Männer und Frauen) sowie das Lager Nord für sowjetische Kriegsgefangene. 1943 kam noch das neu errichtete Lager Süd für Häftlinge des KZ Auschwitz hinzu, das ab 2. September 1943 belegt wurde. Im November 1943 wechselte die Zuständigkeit für die Häftlinge vom KZ Auschwitz I zum KZ Auschwitz III. Die Zahl der KZ-Häftlinge stieg auf fast 1.400 Häftlinge im September 1944 an.
Nach Aussage von Wilhelm Düllberg wurden Zwangsarbeiter aus dem KZ Fürstenberg nach Bedarf nicht nur am Standort Fürstengrube, sondern auch in der Günthergrube eingesetzt und umgekehrt. Dies war möglich, weil die beiden Standorte durch Bahngleise miteinander verbunden waren und die Zwangsarbeiter mit werkseigenen Zügen transportiert werden konnten.

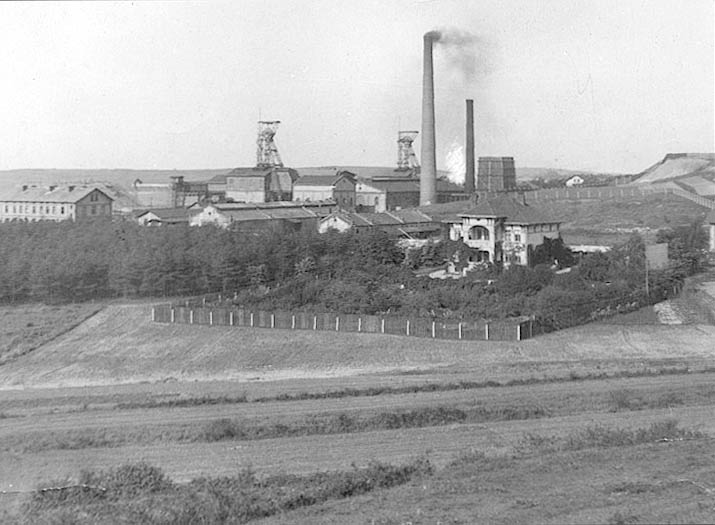
Steinkohlebergwerk Janina, 1938

### Grube Janina
Eigentümerin der Grube Janina in Libiąż war die 1898 gegründete französische Gesellschaft Compagnie Galicienne de Mines mit Sitz in Paris (deutscher Firmenname: Französische AG Galizische Bergwerksgesellschaft).
Die Grube verfügte über zwei Schächte, eine Kraftstation mit verhältnismäßig großer Leistung und alle notwendigen Nebenanlagen für den Betrieb eines Steinkohlebergwerks. Anfang 1942 lag die Förderleistung nach Angaben der Grubenleitung bei etwa 1.200 Tonnen pro Tag bzw. 400.000 Tonnen Steinkohle pro Jahr bei einer Belegschaft von 1.126 Polen und 20 Deutschen. Allerdings sei die Grube wegen Absatzproblemen aufgrund Überangebots an Kohlen nur an zwei bis drei Tagen in der Woche in Betrieb. Die Kohlenvorräte der Grube wurden von Bergwerksdirektor Kröger größenordnungsmäßig mit einer Milliarde Tonnen als sehr hoch veranschlagt. Die Kohlen aus der Janinagrube wurden als verhältnismäßig aschearm und von relativ geringem Wassergehalt eingestuft, sodass über einen langen Zeitraum gute Kohle für die Energieerzeugung zu erwarten wäre. Den Kaufpreis schätzte Kröger im Februar 1942 auf etwa 5 Mio. RM.
Auf Anordnung der Haupttreuhandstelle Ost wurde die Französische AG Galizische Bergwerksgesellschaft zum 1. Januar 1943 in die Verfügungsgewalt der Fürstengrube GmbH eingewiesen und der bisherige kommissarische Verwalter Ladislaus Franz Trenczak abberufen. Begründet wurde die Übergabe der Verfügungsgewalt seitens der HTO mit der Erwartung, dass der Abschluss eines endgültigen Verkaufsvertrages mit der Fürstengrube GmbH noch längerer Zeit bedürfe, die Übergabe aber wegen wehrpolitisch großer Aufgaben nicht weiter verzögert werden könne.
Als Kaufpreis der Grube Janina war seitens der Haupttreuhandstelle Ost 10 Mio. RM festgelegt worden, obwohl das Gutachten des ehemaligen Geschäftsführers der Fachgruppe Bergbau im Reichsverband der Deutschen Industrie Friedrich August Pinkerneil für die Haupttreuhandstelle Ost mit 4.891.364 RM etwa den halben Wert ergeben hatte. Dieser Preis war aus Sicht des Bergrats Werner Tessmar, Gruppenleiter Bergbau bei der Haupttreuhandstelle Ost, bergwirtschaftlich und betriebswirtschaftlich angemessen. IG Farben und Haupttreuhandstelle Ost einigten sich auf einen Kaufpreis 9,45 Mio. RM, dem der Vorstand der IG Farben in seiner 42. Sitzung am 2. März 1944 zustimmte. Nach eidesstattlicher Erklärung von Max Winkler, dem Leiter der Haupttreuhandstelle Ost, am 23. Januar 1948 war die Janinagrube aber zu keinem Zeitpunkt an die Fürstengrube GmbH übereignet worden, weil der Eigentümer Französische AG Galizische Bergwerksgesellschaft der Übereignung nicht zugestimmt hatte.
Allerdings existierte ein notarielle beurkundeter Kaufvertrag zwischen dem kommissarischen Verwalter der Französischen AG Galizischen Bergwerksgesellschaft und dem Deutschen Reich vom 10. Dezember 1943. Als Vertreter der Parteien zeichneten der Prokurist der Fürstengrube GmbH Wilhelm Düllberg für den von der Haupttreuhandstelle Ost bestellten Verkaufstreuhänder der Galizischen Bergwerksgesellschaft Günther Falkenhahn, zugleich Düllbergs Vorgesetzter bei der Fürstengrube GmbH, und der bei der Haupttreuhandstelle Ost für den Bereich Bergbau zuständige Gruppenleiter Werner Tessmar für das Deutsche Reich. Verkauft wurde insbesondere das gesamte Anlage- und Umlaufvermögen und die Rechte und Pflichten aller Art der Galizischen Bergwerksgesellschaft in Libiaz (§ 1) rückwirkend zum 1. Januar 1943. Als Kaufpreis wurden 1,481 Mio. RM festgelegt, der auf unbestimmte Zeit zinslos gestundet wurde (§ 8).
Während der deutschen Besatzungszeit wurde die Grube Janina auch als Janinagrube, Johannagrube und ab 1943 als Grube Gute Hoffnung benannt. Kohle wurde über die drei Schachtanlagen Viktor, Alexander und Sigmund gefördert. Für 1938 wurden als Förderzahl 232.735 Tonnen Steinkohle genannt. Geplant war der Ausbau der Grube Janina auf eine Förderleistung von 1,5–2 Mio. Tonnen pro Jahr. Dazu sei es aus Sicht der IG Farben notwendig, etwa 25 Mio. RM zu investieren.
In den Monaten nach Übernahme durch die Fürstengrube GmbH wurden erhebliche Probleme offensichtlich, die eine Steigerung der Förderleistung der Grube Janina behinderten: es fehlten Arbeitskräfte, Vorrichtungsarbeiten wurden in der Vergangenheit nicht ausreichend vorangetrieben, die Neueinrichtung einer Sohle sei erforderlich, die Separierung über Tage sei zu klein und vier der Dampfkessel des Kraftwerks wären vom Dampfkesselüberwachungsverein stillgelegt worden.
In der Nähe der Grube waren in einem Lager 150 britische Kriegsgefangene untergebracht, die zahlreich Scherereien machten und häufiger die Arbeit verweigerten. Sie wurden daher auf Betreiben der Fürstengrube GmbH am 20. August 1943 abtransportiert und am 4. September 1943 durch 282 Häftlinge aus dem KZ Auschwitz ersetzt, die am gleichen Lagerstandort (KZ Janinagrube) eingesperrt wurden. Die Belegung des Lagers stieg nach Ausbau und Erweiterung auf etwa 900 KZ-Häftlinge an. Für den Einsatz der Facharbeiter mussten ab dem 6. September 1943  6 RM pro Tag und für den Einsatz der Hilfsarbeiter 4 RM pro Tag an die SS bezahlt werden.
Bei Annäherung der russischen Front wurde die Grube Janina durch Bergassessor Düllberg endgültig stillgelegt und gelähmt. Das Lähmungsgut wurde zur Fürstengrube transportiert. Die Grube wurde am 18. Februar 1945 an die polnischen Diplomingenieure Adamczyk und Spitzer übergeben.

### Bergwerke Piast und Günther
Kohle wurde in Lędzińy bis Kriegsende über die Piast-Schächte gefördert. Da das Baufeld des Steinkohlebergwerks „Szyby Piast“ (alte deutsche Bezeichnung „Heinrichsfreude“ bis 1923) über die Piast-Schächte nicht vollständig erschlossen werden konnte, wurde mit der Errichtung einer zweiten Schachtanlage namens „Günther“ auf einem etwa 2,5 km Luftlinie entfernten, südlich gelegenen Grundstück begonnen. Teufbeginn für diese Schachtanlage war der 2. Oktober 1942. 1941 war seitens der IG Farben geplant worden, die Förderleistung der alten und neuen Schächte in Lędziny auf zunächst 62.000 Tonnen Kohle pro Monat im Juli 1943 und durch Zubau weiter auf 187.000 Tonnen pro Monat Ende 1945 zu erhöhen. Es gelang jedoch bis Kriegsende nicht, die Förderung über Schacht Günther aufzunehmen.
In der Nachbarschaft der Piast-Schachtanlagen existierten ab 1942 mehrere Lager für Kriegsgefangene und Zivilarbeiter: Lager Wolga für sowjetische Kriegsgefangene, jüdische Zwangsarbeiter und später auch Italiener, Lager Eintracht für Zwangsarbeiterinnen und Lager R188 für sowjetische Kriegsgefangene). 1943 erhielten die vorhandenen Standorte im Zuge von Erweiterungsplanungen zur Unterbringung zusätzlicher Arbeitskräfte neue Namen. Am 1. Juli 1944 waren das Lager Günther I (ehemals Lager Wolga Schacht I) mit 484 sowjetischen Kriegsgefangenen und 44 Polen, das Lager Günther II (ehemals Lager Eintracht) mit 221 Polen und 36 Deutschen sowie das Lager Piast (ehemals Lager R188) mit 459 sowjetischen Kriegsgefangenen belegt. Anfang 1943 wurde das Arbeitslager „Heimat“ für etwa 400 Polen, Ostarbeiter und Deutsche eingerichtet. Nahe der Schachtanlage Günther wurde 1944 ein Massivbarackenlager mit dem Namen Günther III neu errichtet, das ab Juni 1944 die meisten Zwangsarbeiter aus dem Lager Heimat aufnahm und mit bis zu 1.500 KZ-Häftlingen belegt werden sollte.

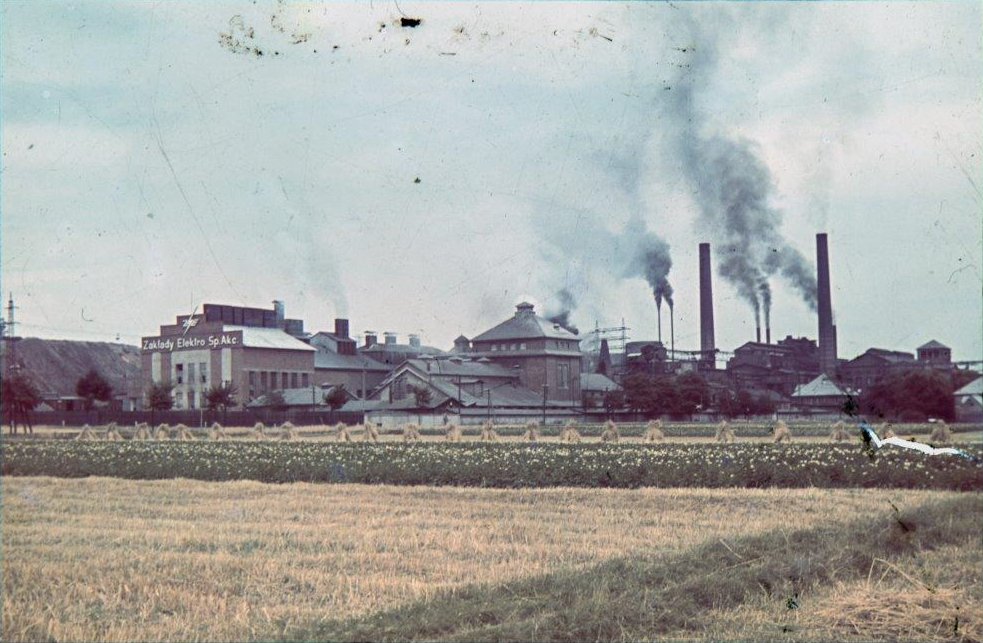
Kraftwerk der Elektro AG für angewandte Elektrizität in Łaziska Górne (Ober-Lazisk), 1939

### Elektro AG für angewandte Elektrizität
Die Elektro AG für angewandte Elektrizität in Łaziska Górne (Ober-Lazisk) wurde 1940 aus der kommissarischen Verwaltung durch die Haupttreuhandstelle Ost entlassen und ihre Anteile mit Ausnahme der Schweizer Anteile an die Fürstengrube GmbH übertragen. Damit bekam die IG Farben für ihr Werk in Auschwitz den Zugriff auf eine eigene Elektrizitätsversorgung über die Elektro AG. In der Generalversammlung vom 15. Juli 1940 wurden Rechtsanwalt Franz Ludwig, Generaldirektor Günther Falkenhahn, Wirtschaftsprüfer Johannes Semler sowie die Schweizer Aktionärsvertreter Paul Ronus und Direktor Henry Niesz als Aufsichtsratsmitglieder berufen. Zum Vorstandssprecher wurde Dr. Walter von Amann ernannt. Diese Position behielt er bis zu seinem Tod 1945. Weiterer Vorstand war der Landgerichtsrat a. D. Gerhard Streubel. 1941 wurde Richard Gdynia, Direktor der Deutschen Bank-Hauptfiliale in Kattowitz, und am 16. Februar 1942 der IG Farben-Manager Heinrich Bütefisch in den Aufsichtsrat gewählt. Damit war die Kapitalgeberseite im Aufsichtsrat ebenso vertreten wie die IG Farben als zukünftig größter Stromkunde der Elektro AG. Die Schweizer Anteilseigner entsandten in den Kriegsjahren regelmäßig ihre Aufsichtsratsmitglieder nach Ober-Lazisk.
1941 zeigte die Elektro AG dem Reichswirtschaftsministerium über die Reichsgruppe Energiewirtschaft an, dass das vorhandene Kraftwerk wegen zusätzlicher Stromlieferungen an das IG Farben-Werk in Auschwitz und erhöhten Strombedarf der Bergwerke der Fürstengrube GmbH mit vier Strahlungskesseln mit Kohlestaubfeuerung, zwei Dampfturbosätzen und zwei Umspannanlagen nebst allen erforderlichen Neben- und Freianlagen von 70,5 MW auf 132,5 MW Stromabgabe erweitert werden soll. Am 5. August 1944 konnte die Elektro AG den erfolgreichen Abschluss des Probelaufs von Turbosatz VI melden. Der Turbosatz VII sei in der Montage, die Ausrüstung vollständig geliefert. Als Termin für den voraussichtlichen Vollbetrieb war der 31. Dezember 1943 geplant, aber nach fortwährendem Abzug von Arbeitskräften nicht annähernd zu halten gewesen.
In Ober-Lazisk existierten nach Erinnerungen der Häftlinge Joachim Leo Hampel und Salman Rozenberg ein Frauenlager mit bis zu 10 und ein Männerlager mit bis zu 400 jüdischen Häftlingen. Diese gehörten zur Dienststelle Schmelt und waren in der Zeit von September 1940 bis November 1943 mit Unterbrechungen durch Häftlinge belegt. Die Frauen wurden bei Küchen- und Lagerarbeiten eingesetzt. Die männlichen Häftlinge arbeiteten für die Firmen Lenz AG, Borsig und andere Unternehmen auf der Kraftwerksbaustelle der Elektro AG. Die Ernährung war mangelhaft. Die Arbeitszeit betrug 12 Stunden täglich. Der Einsatz der Häftlinge bei der Elektro AG wurde der SS über Kollektivvertrag vergütet. Die letzten Häftlinge wurden im November 1943 zunächst nach Auschwitz deportiert. Laut Rozenberg wurden auch englische Kriegsgefangene zur Arbeit gezwungen.
Das Kraftwerk war bei Nahen der russischen Frontlinie am 24. Januar 1945 noch in Betrieb. Der langjährige Direktor Walter von Amann, ein Österreicher, wollte sich von der Front überrollen lassen. Amann wurde jedoch am 29. Januar 1945 von einem russischen Soldaten in seinem Büro erschossen.

## Webseiten
- National Archives Microfilm Publications - Microfilm Publication M892: Nuremberg War Crimes Trial United States of America v. Carl Krauch Et Al. (Case VI), published 1976.